# Tuyến lệ
Trong sinh lý cơ thể người, các tuyến lệ là các tuyến ngoại tiết hình quả hạnh, với mỗi tuyến cho mỗi mắt, tiết ra lớp nước của màng nước mắt. Chúng nằm ở khu vực phía trên của hốc mắt, trong hố lệ hình thành bởi xương phía trước. Viêm tuyến lệ được gọi là dacryoadenitis. Tuyến lệ tạo ra nước mắt sau đó chảy vào các kênh kết nối với túi lệ. Từ túi đó, nước mắt chảy qua ống lệ vào mũi.
Các nhà giải phẫu học chia tuyến thành hai phần, một thùy/phần trên và một thùy/phần hốc mắt. Thùy trên/thùy vòm mắt nhỏ hơn nằm sát mắt, dọc theo bề mặt bên trong của mí mắt; nếu mí mắt trên bị lật ra, có thể nhìn thấy phần này.
Thùy hốc mắt của tuyến lệ, chứa các ống nội bào mịn nối giữa thùy quỹ đạo và thùy trên. Chúng hợp nhất với nhau để tạo thành ba đến năm ống dẫn chính, nối năm đến bảy ống trong phần thùy trên trước khi chất lỏng tiết ra có thể xâm nhập vào bề mặt của mắt. Nước mắt tiết ra được thu thập trong kết mạc cong của nắp trên, và đi qua bề mặt mắt đến lỗ mí mắt, một lỗ nhỏ được tìm thấy ở góc trong của mí mắt. Những giọt nước mắt này chảy qua ống lệ vào túi lệ, lần lượt đến ống thông mũi họng, và đưa nước mắt chảy vào mũi.
Các tuyến lệ cũng có mặt ở các động vật có vú khác, chẳng hạn như ngựa.